# 馬潤 (元朝)
馬潤（1255年—1313年），字仲泽，元朝官员，汪古部人。
祖父月合乃。其父兄弟十一人：馬世忠，官至常平仓都转运使；馬世昌，官至尚书省左右司郎中，赠嘉议大夫、吏部尚书，追封梁郡公；馬世显，官至通州知州；馬世禄，官至织染局提举；馬世吉，官至绛州判官；馬审温，官至瑞州路总管。馬世昌是马润的父亲。
馬潤以文学入仕。元世祖时官至两淮转运司经历，为盐商请刻筹，排列甲乙，置于筒中，使商人抽取排先后。不久，改任太平路当涂县尹。上奏括马料使百姓不便。宰相桑哥主事，馬润以县令相争。再调常州路武进县，擢升为奉训大夫、知光州。有人建议光州新开田，每年可得十万石粟。河南行省让州县去办，马润执笔不肯署名。光州无茶税，百姓采茶自食，转运使捕拿抵罪。马润上告其冤，自转运使以下降黜了很多人。改任漳州路同知。皇庆二年（1313年），去世，年五十九岁。赠中奉大夫、河南行省参知政事，追封梁郡公。诗集为《礁隐集》。
其五子：馬祖常；馬祖义，官至郊祀法物库使；馬祖烈，官至江浙行省承宣使，馬祖孝，与馬祖常同举进士，官至陈州判官；馬祖谦，官至保德州同知、束鹿县达鲁花赤，有政绩，召为昭功万户知事。